# Borsovai Lengyel László
Borsovai Lengyel László (Szendrőlád, 1916. április 9. – Sopron, 1977. szeptember 13.) magyar színész.

## Élete
Színészi pályafutása 1941-ben kezdődött, a Kölcsönadott élet című magyar játékfilmben Muráti Lili partnere volt. Bár nagy jövőt jósoltak neki, a háború kettétörte karrierjét. A második világháborút követően is színészettel foglalkozott, különböző kisebb színházakban játszott. Sopronban halt meg 1977. szeptember 13-án, 19-én temették el a református egyház szertartásai szerint.

## Filmje
- Kölcsönadott élet - Tamás[4][5]